# Sonny Burgess
Albert Austin Burgess, detto Sonny (Newport, 28 maggio 1929 – Little Rock, 18 agosto 2017), è stato un cantante e chitarrista statunitense.

## Discografia parziale
- Country Rock (1969)
- The Old Gang (1976)
- We Wanna Boogie (1984)
- Sonny Burgess and the Pacers (1985)
- Raw Deal (1986)
- Spellbound (1986)
- We Wanna Boogie (Best-of compilation) (1989)
- I'm Still Here (1990)
- The Razorback Rock & Roll Tapes (con Bobby Crafford) (1992)
- Tennessee Border (con Dave Alvin) (1992)
- Hittin' That Jug (compilation) (1995)
- The Arkansas Wild Man (1995)
- Sonny Burgess Has Still Got It (1996)
- God's Holy Light (1997)
- Tupelo Connection (2001)
- Back to Sun Records (2003)
- Tear It Up! (2006)
- Gijon Stomp! (2009)
- Live at Sun Studios (2012)